# Jeff Pangman
Jeff Pangman ist ein kanadischer Schauspieler und Produzent.
Pangman ist vor allem durch Nebenrollen in verschiedenen Fernsehserien bekannt, unter anderem Eureka – Die geheime Stadt, Beauty and the Beast und Missing – Verzweifelt gesucht.
Über sein Privatleben ist bisher wenig bekannt.

## Filmografie (Auswahl)
Als Schauspieler
- 2003: Missing – Verzweifelt gesucht (1-800-Missing/Missing, Fernsehserie, 1 Folge)
- 2009: Eureka – Die geheime Stadt (Eureka, Fernsehserie, 2 Folgen)
- 2013: The Killer
- 2014: Beauty and the Beast (Fernsehserie, 1 Folge)

Als Produzent
- 2013: The Killer